# Dicranomyia (Dicranomyia) remota
Dicranomyia (Dicranomyia) remota is een tweevleugelige uit de familie steltmuggen (Limoniidae). De soort komt voor in het Australaziatisch gebied.